# Joan Bulons
Joan Bulons (Barcelona, segle xv - ? segle xv), filòsof i escriptor català que escrvia en llengua llatina.

## Biografia
Fou professor de l'escola lul·liana del palau menor de Barcelona. El 1453 donà classes a la Universitat de Pàdua. Amic de Fantini Dandolo, bisbe de Pàdua, a casa seva hi escriví la seva explicació de l'Art lul·liana.
Després de la seva estada a Pàdua continuà la seva tasca docent a Venècia. Allí, Severí de Frísia en va seguir les lliçons i en va copiar la Lectura, el comentari de Bulons a l'Art general de Llull.

## Obres
- Lectura artis generalis.